# Alice Trübner
Alice Trübner, de acordo com uma fonte Alice Sophie Trübner, de acordo com outra única fonte Sophie Alice Trübner, nascida Auerbach (Bradford, 24 de agosto de 1875 — Berlim, 20 de março de 1916), foi uma pintora de naturezas-mortas e de paisagens alemã.

## Biografia
Trübner, nascida Auerbach, nasceu no dia 24 de agosto de 1875 em Bradford, Inglaterra. Ela era a esposa do pintor Wilhelm Trübner (1851-1917). Trübner expôs o seu trabalho em Berlim. Faleceu a 20 de março de 1916 em Berlim, Alemanha.

O seu trabalho encontra-se na colecção do Städel. O seu trabalho também encontra-se na colecção de expressionismo alemão do Museu de Arte Moderna. Especificamente, o MoMA tem duas litografias que foram feitas para o jornal semanal Kriegszeit (Tempo de Guerra) publicado por Paul Cassirer de 1914 a 1916.

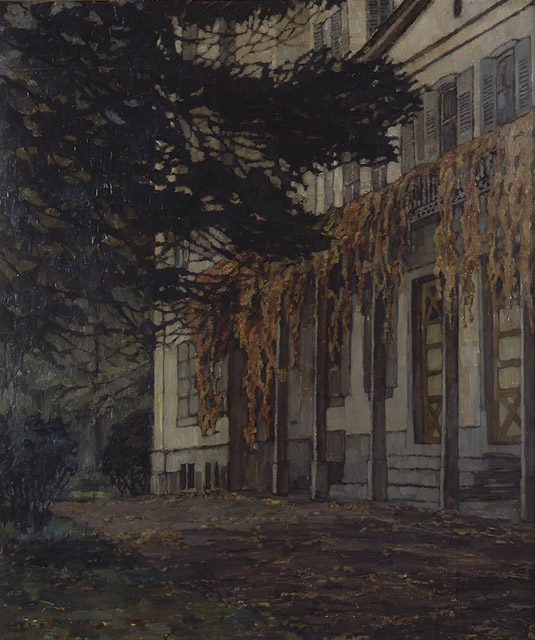
Castelo de Hemsbach perto de Weinheim
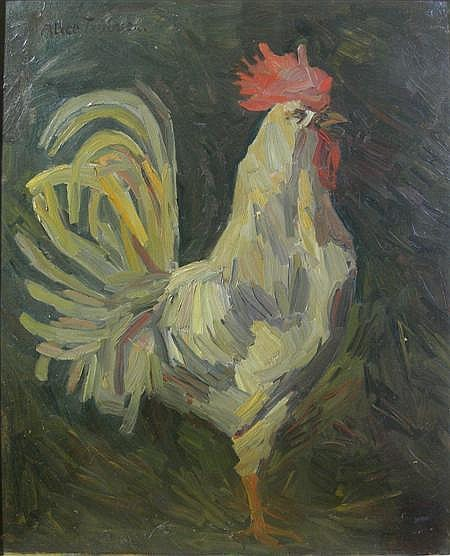
Galo
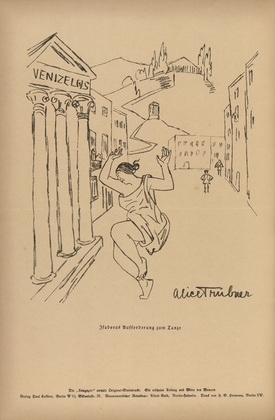
O convite de Isadora para a dança